# Стамбульский марафон
Стамбульский марафон (тур. İstanbul Maratonu) — международное соревнование по бегу на шоссе, ежегодно проходящее в Стамбуле, Турция. Проводится столичным муниципалитетом с 1979 года в одно из воскресений ноября (до 2012 года месяцем проведения обычно выбирался октябрь).

## Общая информация
Соревнование включает по три дисциплины для мужчин и женщин: классический марафон, забег на дистанцию 10 км и 15 км, а также несоревновательный забег (фанран) на 8 км. Также предусмотрена отдельная категория для инвалидов-колясочников. Спортсмены бегут по асфальтовому покрытию, маршрут имеет преимущественно равнинный рельеф, так как целиком проложен вблизи уровня моря.
Отличительной особенностью Стамбульского марафона является тот факт, что он проходит одновременно в Азии и Европе. Забег стартует в азиатской части города, после чего бегуны сразу пересекают Босфорский мост и оказываются в европейской части. По пути участникам открываются панорамные виды на Стамбул и Босфорский пролив, маршрут пролегает вблизи от многих исторических мест и достопримечательностей, как то Голубая мечеть и Собор Святой Софии, помимо большого Босфорского моста спортсмены преодолевают два небольших моста через залив Золотой Рог. Финиш всех соревновательных дистанций проходит в разных местах центрального квартала Султанахмет, финиш дистанции фанран располагается на стадионе «Инёню» в районе Бешикташ.
Начиная с 2006 года каждый участник марафона и забега на 15 км получает закрепляемый на обуви чип, с помощью которого организаторы отслеживают местоположение спортсмена на трассе. В 2012 году титульным спонсором соревнований стал британский оператор связи Vodafone, с этого момента Стамбульский марафон имеет золотой статус IAAF Road Race Label Events. В 2013 году в различных дисциплинах марафона приняли участие более 20 тысяч местных и зарубежных атлетов, а общий призовой фонд составил 1 млн американских долларов.
Рекорды марафона, как мужской, так и женский, были установлены в 2010 году кенийцем Винсентом Киплагатом и эфиопкой Ашу Касим, которые показали время 2:10:42 и 2:27:25 соответственно. Важно подчеркнуть, что маршрут забега из года в год меняется, что нередко приводит к его упрощению или усложнению.

## Скандал на Стамбульском марафоне в 2015 году
В 2015 году в очередном Стамбульском марафоне на марафонской дистанции участвовало 143 спортсмена любителя из России, и ещё около 100 человек на более коротких дистанциях. Уже непосредственно на ЭКСПО в день перед марафоном в допуске на старт было отказано приехавшим российским спортсменам-профессионалам, которые были приглашены организаторами по специальной квоте, и претендовали на призовые места: Альбине Майоровой и Нине Поднебесновой. Отказ в допуске на старт организаторы объяснили, что данные бегуньи явно аффилированны с дисквалифицированной ВФЛА.
Все остальные, почти триста российских бегунов были допущены к участию.  Однако, после финиша все их результаты были просто удалены из итогового протокола. При этом в нарушении процедуры не было указано, требуемое в подобных случая указание на дисквалификацию (DQ).
Ряд российских бегунов, с указанием на свой любительский статус, обратились с письменной жалобой в ИААФ и AIMS. По результатам рассмотрения которой, требования российских спортсменов любителей были удовлетворены, и они были восстановлены в протоколе Стамбульского марафона .

## Победители
Рекорд трассы
| Дата            | Победитель у мужчин           | Время (ч:м:с) | Победитель у женщин      | Время (ч:м:с) |
| --------------- | ----------------------------- | ------------- | ------------------------ | ------------- |
| 15 ноября 2015  | Элиаз Кембой Челимо (KEN)     | 2:11:17       | Амане Гобена (ETH)       | 2:31:58       |
| 16 ноября 2014  | Хафид Чани (MAR)              | 2:11:53       | Амане Гобена (ETH)       | 2:28:47       |
| 17 ноября 2013  | Сирай Гена (ETH)              | 2:13:19       | Ребекка Чесире (KEN)     | 2:29:05       |
| 11 ноября 2012  | Стивен Чебогут (KEN)          | 2:11:05       | Корен Йелела (ETH)       | 2:28:06       |
| 16 октября 2011 | Винсент Киплагат (KEN)        | 2:10:58       | Алемиту Абера (ETH)      | 2:27:56       |
| 17 октября 2010 | Винсент Киплагат (KEN)        | 2:10:42       | Ашу Касим (ETH)          | 2:27:25       |
| 18 октября 2009 | Касиме Адило (ETH)            | 2:12:14       | Бизунеш Ургеса (ETH)     | 2:32:45       |
| 26 октября 2008 | Касиме Адило (ETH)            | 2:11:16       | Наиля Юламанова (RUS)    | 2:30:17       |
| 28 октября 2007 | Давид Эммануэль Черуйит (KEN) | 2:11:00       | Ацеде Байса (ETH)        | 2:29:08       |
| 5 ноября 2006   | Миндаугас Пукштас (LTU)       | 2:12:52       | Мадина Биктагирова (RUS) | 2:28:21       |
| 2 октября 2005  | Джозеф Мбити (KEN)            | 2:15:13       | Мадина Биктагирова (RUS) | 2:34:25       |
| 10 октября 2004 | Давид Киптануи (KEN)          | 2:18:19       | Светлана Демиденко (RUS) | 2:36:44       |
| 19 октября 2003 | Белайе Волаше (ETH)           | 2:18:29       | Римма Дубовик (UKR)      | 2:36:49       |
| 27 октября 2002 | Давид Киптануи (KEN)          | 2:18:42       | Римма Дубовик (UKR)      | 2:37:20       |
| 11 октября 2001 | Турубе Бедасо (ETH)           | 2:18:21       | Людмила Пушкина (UKR)    | 2:38:21       |
| 14 октября 2000 | Джосепат Роп (KEN)            | 2:17:03       | Родика Кирицэ (ROU)      | 2:37:39       |